# Rupertuskirche (Neumarkt)

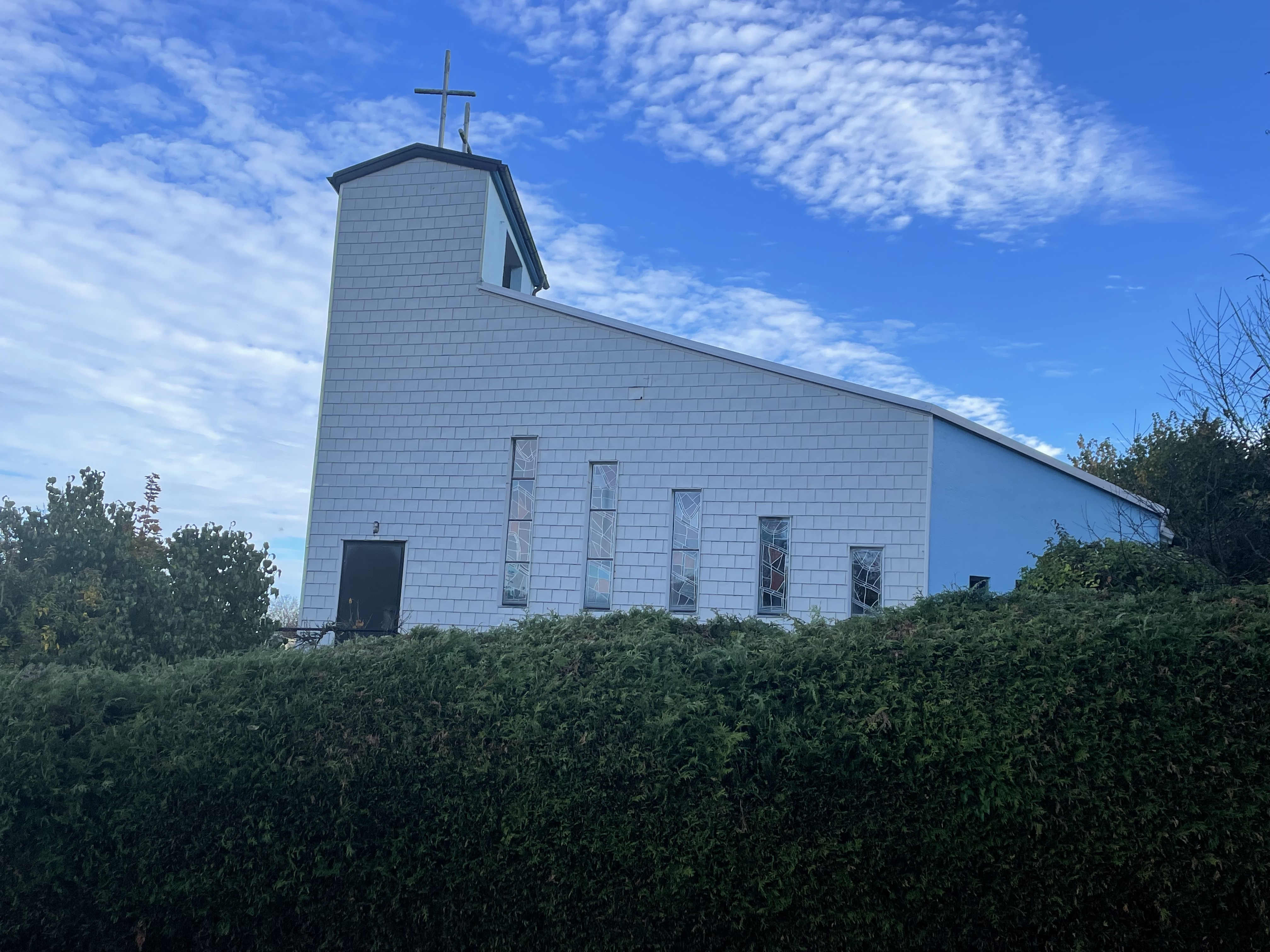
Rupertuskirche (2022)

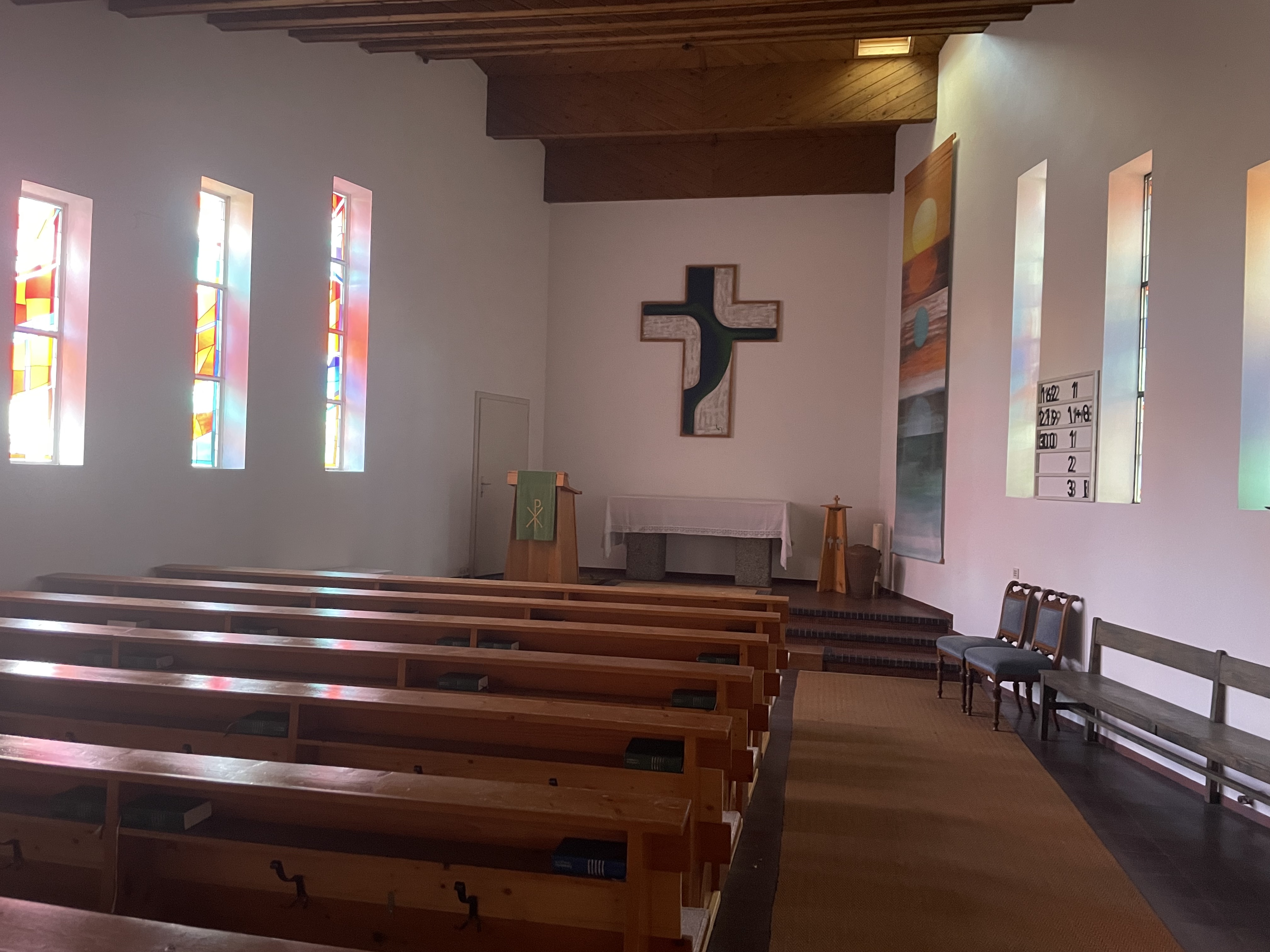
Innenraum der Kirche

Die Rupertuskirche ist eine evangelische Pfarrkirche in Neumarkt am Wallersee im österreichischen Bundesland Salzburg. Als Predigtstelle der Gemeinde Salzburg Nördlicher Flachgau gehört sie der Superintendentur Salzburg und Tirol in der Evangelischen Kirche A. B. in Österreich an.

## Geschichte
1935 wurde in Neumarkt am Wallersee eine erste Predigtstation der Christuskirche in Salzburg gegründet. 1956 fiel die Entscheidung zugunsten eines Kirchenbaus für die hier angesiedelten, zumeist evangelischen Flüchtlinge aus den ehemals deutschsprachigen Gebieten Osteuropas. Am 26. Juni 1960 konnte nach vierjähriger Bauzeit die Rupertus-Kirche eingeweiht und der Gemeinde übergeben werden. Den Entwurf lieferten die Architekten Medicus und Hanns Enhuber aus Salzburg. Benannt wurde die Kirche nach dem ersten Bischof Rupert von Salzburg. 2006 erfolgte der Anbau eines Gemeindesaals nach Plänen des Architekten Robert Soyka.
Die Farbverglasung von Lydia Roppolt aus Oberwang hat die Aufforderung „Lasst uns hinaufgehen nach Jerusalem“ nach Jesaja 2,3 (Jes 2,3 ) zum Thema.